# Reggenza di Nagan Raya
La reggenza di Nagan Raya è una reggenza (in indonesiano: kabupaten) dell'Indonesia, situata nella provincia di Aceh.
Il capoluogo della reggenza è Suka Makmue.